# Clematis decipiens
Clematis decipiens là một loài thực vật có hoa trong họ Mao lương. Loài này được H.Eichler ex Jeanes mô tả khoa học đầu tiên năm 2007.